# ميشان (جمهورية الصين الشعبية)
ميشان (بالصينية: 眉山市 )‏ هي مدينة على مستوى محافظة، في جمهورية الصين الشعبية، تتبع سيتشوان، تبلغ مساحتها 7,186 كيلومتر مربع، رمزها البريدي هو 620000.

## المناخ
يظهر الجدول التالي التغييرات المناخية على مدار السنة لميشان:
| البيانات المناخية لـميشان                        | البيانات المناخية لـميشان | البيانات المناخية لـميشان | البيانات المناخية لـميشان | البيانات المناخية لـميشان | البيانات المناخية لـميشان | البيانات المناخية لـميشان | البيانات المناخية لـميشان | البيانات المناخية لـميشان | البيانات المناخية لـميشان | البيانات المناخية لـميشان | البيانات المناخية لـميشان | البيانات المناخية لـميشان | البيانات المناخية لـميشان |
| الشهر                                            | يناير                     | فبراير                    | مارس                      | أبريل                     | مايو                      | يونيو                     | يوليو                     | أغسطس                     | سبتمبر                    | أكتوبر                    | نوفمبر                    | ديسمبر                    | المعدل السنوي             |
| ------------------------------------------------ | ------------------------- | ------------------------- | ------------------------- | ------------------------- | ------------------------- | ------------------------- | ------------------------- | ------------------------- | ------------------------- | ------------------------- | ------------------------- | ------------------------- | ------------------------- |
| الدرجة القصوى °م (°ف)                            | 19.2 (66.6)               | 24.1 (75.4)               | 32.1 (89.8)               | 34.3 (93.7)               | 36.1 (97.0)               | 36.5 (97.7)               | 37.7 (99.9)               | 38.1 (100.6)              | 36.6 (97.9)               | 30.7 (87.3)               | 26.1 (79.0)               | 18.7 (65.7)               | 38.1 (100.6)              |
| متوسط درجة الحرارة الكبرى °م (°ف)                | 10.1 (50.2)               | 12.5 (54.5)               | 17.3 (63.1)               | 22.9 (73.2)               | 27.2 (81.0)               | 28.7 (83.7)               | 30.7 (87.3)               | 30.3 (86.5)               | 26.4 (79.5)               | 21.4 (70.5)               | 16.8 (62.2)               | 11.2 (52.2)               | 21.3 (70.3)               |
| المتوسط اليومي °م (°ف)                           | 6.6 (43.9)                | 8.8 (47.8)                | 12.8 (55.0)               | 17.8 (64.0)               | 22.3 (72.1)               | 24.4 (75.9)               | 26.2 (79.2)               | 25.6 (78.1)               | 22.5 (72.5)               | 18.1 (64.6)               | 13.4 (56.1)               | 8.1 (46.6)                | 17.2 (63.0)               |
| متوسط درجة الحرارة الصغرى °م (°ف)                | 4.1 (39.4)                | 6.2 (43.2)                | 9.5 (49.1)                | 14.0 (57.2)               | 18.5 (65.3)               | 21.2 (70.2)               | 22.9 (73.2)               | 22.4 (72.3)               | 19.8 (67.6)               | 15.8 (60.4)               | 10.9 (51.6)               | 5.7 (42.3)                | 14.3 (57.7)               |
| أدنى درجة حرارة °م (°ف)                          | −3.3 (26.1)               | −1.7 (28.9)               | −0.5 (31.1)               | 5.5 (41.9)                | 8.5 (47.3)                | 14.8 (58.6)               | 16.7 (62.1)               | 17.0 (62.6)               | 13.7 (56.7)               | 5.3 (41.5)                | 0.9 (33.6)                | −3.2 (26.2)               | −3.3 (26.1)               |
| الهطول مم (إنش)                                  | 11.8 (0.46)               | 16.3 (0.64)               | 30.2 (1.19)               | 57.6 (2.27)               | 87.9 (3.46)               | 144.0 (5.67)              | 231.1 (9.10)              | 255.3 (10.05)             | 130.4 (5.13)              | 46.0 (1.81)               | 20.0 (0.79)               | 9.0 (0.35)                | 1٬039٫6 (40.92)           |
| متوسط الرطوبة النسبية (%)                        | 84                        | 82                        | 78                        | 77                        | 74                        | 80                        | 83                        | 84                        | 83                        | 84                        | 83                        | 84                        | 81                        |
| المصدر: China Meteorological Data Service Center |                           |                           |                           |                           |                           |                           |                           |                           |                           |                           |                           |                           |                           |

## التقسيمات الإدارية
- Dongpo, Meishan [الإنجليزية]‏
- Renshou County [الإنجليزية]‏
- Pengshan, Meishan [الإنجليزية]‏
- Hongya County [الإنجليزية]‏
- Danling County [الإنجليزية]‏
- Qingshen County [الإنجليزية]‏.

## أعلام
- هوانغ وينبان
- سو شي